# Trepassey (plaats)
Trepassey is een plaats in de Canadese provincie Newfoundland en Labrador. Het dorp bevindt zich in het zuidoosten van het eiland Newfoundland en is de hoofdplaats van de gemeente Trepassey.

## Toponymie
De locatie werd in 1505 voor het eerst vermeld op een Portugese kaart als (vertaald) de "rivier van de rozen". De huidige naam dook voor het eerst op een Franse kaart uit 1555 op. Toponymisten vermoeden dat de naam verwijst naar de Baie des Trépassés in Bretagne. Die naam kan vanuit het Frans vertaald worden als "baai van de overledenen".

## Geschiedenis

### 16e - 17e eeuw
De natuurlijke haven van Trepassey werd reeds sinds de vroege 16e eeuw geregeld aangedaan door Europese seizoensvissers. De eerste nederzetting op de plaats dateert van 1617, toen kolonisten onder leiding van de Welshe geleerde Sir William Vaughan er de kolonie Cambriols Colchos stichtte. De kolonie was een mislukking en werd in 1619 verlaten. In 1621 ondernam Vaughan echter een tweede poging, maar ook die eindigde al gauw in een mislukking.
Na het definitieve vertrek van de kolonisten bleef de plaats in trek als stopplaats voor Franse en Engelse vissers. In 1681 was Trepassey uitgegroeid tot een vissersdorp met 41 permanente inwoners dat tijdens de voor de visserij belangrijke zomermaanden aanzwol tot gemiddeld een 200-tal inwoners.

### 18e eeuw - 19e eeuw
Nadat de Vrede van Utrecht (1713) bepaalde dat Trepassey niet langer tot de Franse kust van Newfoundland behoorde maar aan de Engelsen toekwam, vestigden Engelse handelaars uit Topsham zich er.
In 1720 werd het dorp in brand gestoken en werden 26 schepen in de haven geplunderd door de beruchte piraat Bartholomew Roberts. De plaats herstelde zich echter en was in 1737 belangrijk genoeg om een vrederechter toegewezen te krijgen. In 1787 waren er 129 vissersboten actief vanuit de haven van Trepassey.
In 1779 telde de plaats 260 inwoners, met name 192 Ieren en 68 Engelsen. In 1804 woonden er nog 227 mensen, waaronder 221 Ieren en slechts 6 Engelsen.

### 20e eeuw - heden
Op 19 maart 1919 vertrokken vanuit de haven van Trepassey drie Amerikaanse vliegboten van het type Curtiss NC (de NC-1, NC-3 en NC-4) in hun poging om als eersten al vliegend de Atlantische Oceaan over te steken. De NC-1 en NC-3 moesten opgeven nabij de Azoren, maar de NC-4 slaagde erin daar te landen en later door te vliegen naar Lissabon. Het was de eerste succesvolle oversteek ooit, zij het mét tussenlanding.
Op 17 juni 1928 vloog Amelia Earhart als passagier van piloot Wilmer Stultz in een Fokker F.VIIb/3m vanuit Trepassey naar Groot-Brittannië. Earhart was dan wel niet de piloot, ze werd hierdoor de eerste vrouw aller tijden om al vliegend de Atlantische Oceaan over te steken.
In 1951 telde Trepassey 532 inwoners. In 1966 bereikte de plaats een inwoneraantal van 670.
In het jaar 1967 kreeg Trepassey voor het eerst een eigen bestuur doordat het deel ging maken van een local improvement district (LID). Dat LID noemde ook "Trepassey", maar omvatte behalve het dorp zelf ook de tot dan toe zelfstandige gemeente Daniel's Point, evenals de plaatsen Lower Coast en Shoal Point. Twee jaar later kreeg het LID reeds officieel het statuut van town.
Sinds de ineenstorting van de Noordwest-Atlantische kabeljauwvisserij in 1992 kent het sterk op visserij gerichte Trepassey een onophoudelijke, sterk dalende demografische trend.

## Geografie
Het dorp Trepassey is gelegen aan de zuidkust van Avalon, het grote zuidoostelijke schiereiland van Newfoundland. De plaats bevindt zich aan de oevers van de Trepassey Bay, meer bepaald aan de oostzijde van de natuurlijke haven Trepassey Harbour. Direct ten zuiden van de dorpskern ligt de zeer smalle landengte die leidt naar het schiereiland Powles, alwaar de plaats Lower Coast gelegen is. Powles zorgt ervoor dat de natuurlijke haven van Trepassey zeer goed beschermd is.
Verder naar het noorden en noordwesten toe liggen nog de gehuchten Shoal Point en Daniel's Point, beide eveneens deel van de gemeente Trepassey. Zo'n 5 km verder oostwaarts ligt de gemeente Biscay Bay.
De plaats is bereikbaar via Route 10, de provinciale weg die het zuiden van Avalon verbindt met de provinciehoofdstad St. John's.

## Demografie
Onderstaande grafiek geeft de demografische ontwikkeling van Trepassey weer tussen 1951 en 1966. Sinds het ontstaan van de gelijknamige fusiegemeente in 1967 worden er geen aparte bevolkingsdata voor het dorp meer verzameld.
| Demografische ontwikkeling van Trepassey tussen 1951 en 1966 |
| ------------------------------------------------------------ |
|                                                              |
| Bron: Statistics Canada                                      |

## Gezondheidszorg
Gezondheidszorg wordt in het dorp aangeboden door de Nurse Abernathy Clinic, die zich bevindt aan Main Road. Deze lokale zorginstelling valt onder de bevoegdheid van de Newfoundland and Labrador Health Services (als opvolger van de gezondheidsautoriteit Eastern Health) en biedt de inwoners van Trepassey en omgeving alledaagse eerstelijnszorg aan.

## Galerij

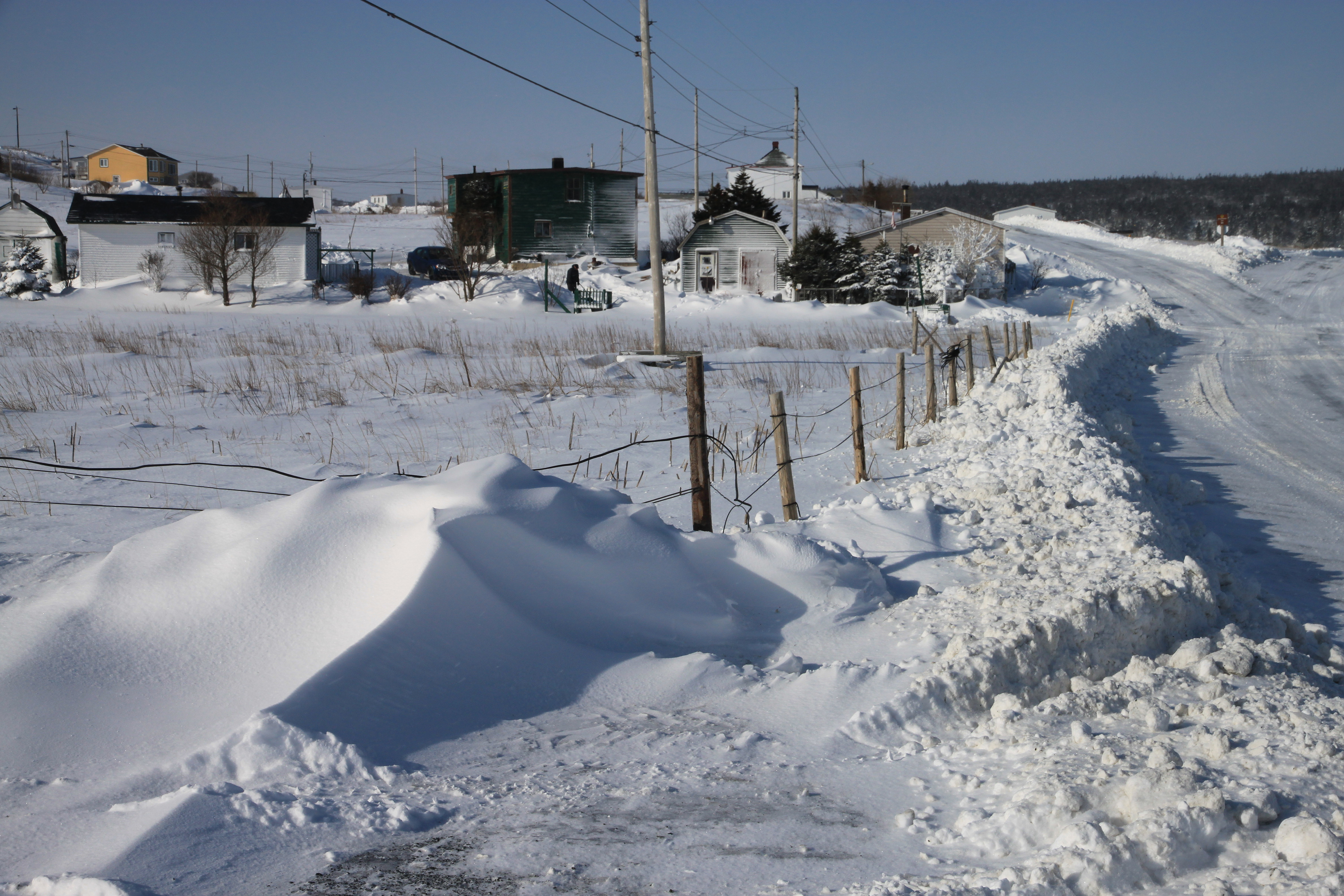
Winters beeld van de zuidrand van Trepassey
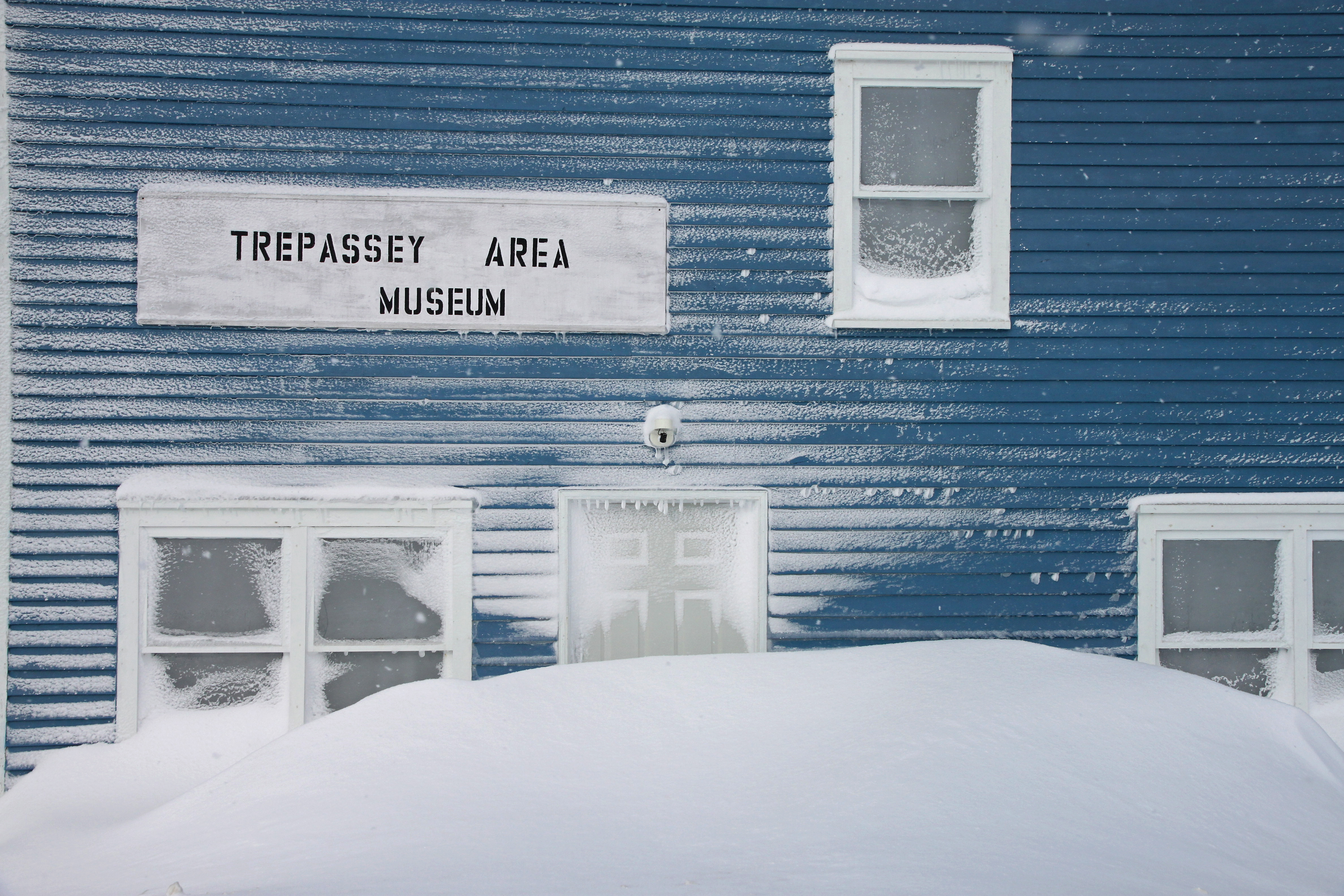
Voorgevel van het gemeentelijk museum
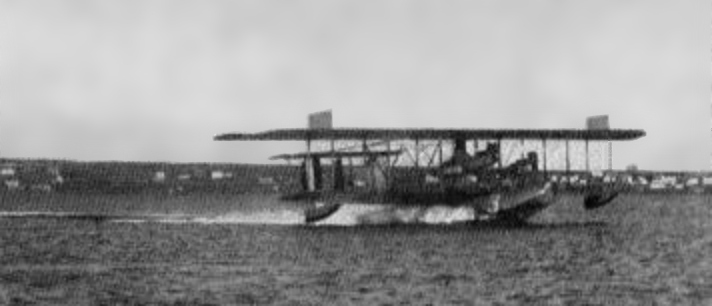
De NC-3 vertrekt vanaf Trepassey Bay (1919)